# Педивильяно
Педивильяно (итал. Pedivigliano) — коммуна в Италии, располагается в регионе Калабрия, в провинции Козенца.
Население составляет 915 человек (2008 г.), плотность населения составляет 57 чел./км². Занимает площадь 16 км². Почтовый индекс — 87050. Телефонный код — 0984.
Покровителями коммуны почитаются святые апостолы Пётр и Павел, празднование 29 июня.

## Демография
Динамика населения:

## Администрация коммуны
- Официальный сайт: https://web.archive.org/web/20080327045642/http://www.comunedipedivigliano.it/